# 奇卡·扎巴多杰
奇卡·扎巴多杰（1952年—1998年11月8日），青海省玉树藏族自治州治多县人，中共党员，曾任治多县公安局局长、玉树州人大常委会委员兼法制工作委员会副主任、治多县委西部工作委员会第二任书记，致力于打击可可西里地区野生动物的盗猎和矿产资源的盗采。1998年11月8日，扎巴多杰从北京出差返回玉树州的第二天晚上，在家中被一颗七七式手枪子弹近距离击中头部身亡，公安机关调查后认定其为自杀，真正死因至今存疑。扎巴多杰的两个儿子现供职于可可西里自然保护区管理局，其中一个儿子秋培扎西担任卓乃湖保护站的站长。
彭辉执导、2002年出品的纪录片《平衡》显示，扎巴多杰1998年秋在北京出差期间曾言辞激烈地对玉树州各级政府长期不给西部工委和野牦牛队落实编制和经费，却花费大量经费成立可可西里自然保护区管理处等新机构，企图甩开、边缘化、甚至撤并西部工委表示不满，自称“心里有点不平衡”，还表示“我辞职总可以，甚至开除以后我还是干这个环保事业，我绝对要干下去”。时任西部工委办公室主任的靳炎祖曾表示“保护区的成立，和索南达杰的死有很大关系，管理处应以西部工委为主，但州上却安排了另外一批人。”

## 工作生涯
扎巴多杰从部队复员后，任治多县公安局局长。1994年，其舅哥杰桑·索南达杰在可可西里被盗猎分子杀害后，扎巴多杰深受感动。次年，时任玉树州人大常委会委员兼法制工作委员会副主任的扎巴多杰向玉树州政府请求调回治多县领导西部工委工作。
扎巴多杰到任后旋即大刀阔斧地重新组建西部工委，由索南达杰时的几个人扩充到60余人，包括20多位从其他单位借调来的正式在编人员。同年10月，西部工委在青藏公路八工区一顶帐篷内成立了一支专职武装反偷猎队伍，后因扎巴多杰1998年在北京各高校演讲时说“不惹我们时我们很温和，惹火了就像野牦牛”而被媒体冠以“野牦牛队”的名号。该队人员大多是从社会上招募的退伍军人和待业青年，甚至有被感化的前盗猎人员，但缺乏正规装备，正规途径配备的只有一把冲锋枪和三把手枪，其余的枪缴自犯罪分子。根据扎巴多杰在纪录片《平衡》中的受访叙述，治多县除在该队第一次进可可西里巡山时给队里的车加了300块钱的汽油外，没有提供任何经费，但允许该队保留所有罚没收入作为经费。为解决经费问题，西部工委和私人老板签订了协议，以允许其开采可可西里无人区内位于五道梁养路段上方的一处银矿为条件获得了20余万元的资源开发费，作为启动资金购买了一辆吉普车，一辆东风卡车，一个照相机和摄像机。西部工委的日常运行经费则主要依靠对违法行为的罚款、社会捐助及向国家部委争取的拨款。
野牦牛队从建立到撤并的五年里巡山上百次，抓获盗猎藏羚羊团伙92个，收缴藏羚羊皮8000多张，几乎占青海、西藏、新疆三省区全部藏羚羊反盗猎成绩的一半，但也存在执法不规范、擅自放走抓获的盗猎者、私贩缴获的藏羚羊皮（近7000张藏羚羊皮不知去向）并瓜分赃款、向一些采金者和捕捞卤虫者大肆发放许可证等问题，并因此遭可可西里自然保护区管理处相关领导的举报。8名原“野牦牛队”队员甚至于2001年被格尔木市检察院以涉嫌贪污罪逮捕，但该队长期得不到稳定财政支持也是事实。由于经费全部来自罚款，工作成绩越大，偷猎越少，反而经费来源也越少，经常发不出工资，更缺乏巡山经费。扎巴多杰1998年秋在北京多所高校作报告时曾表示“目前西部工委内外共欠款86万元”，被迫卖缴获的藏羚羊皮筹措经费让他“内心很痛苦”。扎巴多杰和“野牦牛队”的事迹被记录在2002年彭辉执导的纪录片《平衡》中。

## 言论
“保护野生动物，保护大自然，保护人类的生存环境，每个人都有责任和义务，而且这种责任和义务我认为没有什么国界之分，没有什么党派之分，没有地区之分，更没有你我之分。”
| 中国共产党职务       | 中国共产党职务                                                 | 中国共产党职务 |
| -------------------- | -------------------------------------------------------------- | -------------- |
| 前任： 杰桑·索南达杰 | 中国共产党玉树州治多县委员会西部工委书记 1995年5月－1998年11月 | 繼任： 梁银权  |